# Poet und Bauer
Poet und Bauer ist ein US-amerikanischer animierter Kurzfilm von Dick Lundy aus dem Jahr 1946.

## Handlung
Das „Hollywood Washbowl Orchestra“, bestehend aus verschiedensten Tieren, stimmt seine Instrumente. Das Publikum wartet. Andy Panda erscheint als Dirigent auf dem Pult, muss zunächst einen Frosch verjagen, der unter seiner Perücke sitzt, und beginnt anschließend mit dem Dirigieren des Stücks Dichter und Bauer von Franz von Suppè. Zunächst geht alles gut. Bald verfängt sich Andy Pandas Bruststück am Dirigentenpult und er versucht es zu lösen. Dabei kommt er aus dem Takt und die Tiere beginnen seinen Taktstockbewegungen folgend Jazz zu spielen.
Kurze Zeit später hat sich Andy Panda befreit und man geht wieder zu Suppé über. Weitere Zwischenfälle stören das Spiel nur unwesentlich: Auf dem Taktstock lassen sich Vögel nieder, die von einer Katze verspeist werden, eine tanzende Ente fällt einem hungrigen Fuchs zum Opfer, während die zweite Ente sich erfolgreich zur Wehr setzen kann, und mehrere Tiere stören sich durch ihre Instrumente gegenseitig beim Spiel. Andy Panda kann das Stück schließlich beenden, wird jedoch zum Schluss von der vogelfressenden Katze mit einer Bratpfanne niedergestreckt.

## Produktion
Poet und Bauer wurde am 18. März 1946 zunächst als Teil der Universal-Trickfilmreihe Andy Panda veröffentlicht.
Aufgrund der positiven Reaktionen wurde er zudem der erste Trickfilm der Reihe Musical Miniatures, einer sechsteiligen Trickfilmreihe, der klassische Musikstücke zugrunde lagen. In Poet und Bauer wird zum Beispiel die Ouvertüre von Franz von Suppés Operette Dichter und Bauer vorgetragen.

## Auszeichnungen
Poet und Bauer wurde 1946 für einen Oscar in der Kategorie „Bester animierter Kurzfilm“ nominiert, konnte sich jedoch nicht gegen Tom der Nachtwächter durchsetzen.